# Kortsluiting (hoorspel)
Kortsluiting is een hoorspel van Derek Hoddinott. Het werd vertaald door Mieke Lubberink. De KRO zond het uit op woensdag 14 maart 1979. De regisseur was Bert Dijkstra. Het hoorspel duurde 49 minuten.

## Rolbezetting
- Jan Borkus (Geoffrey Lovell)
- IJda Andrea (Lilian Lovell)
- Marijke Merckens (Sheila Smith)
- Willy Ruys (Wilson)
- Frans Kokshoorn (magazijnchef)

## Inhoud
Sheila Smith komt als nieuwbakken secretaresse binnen in een kantoor waar bijna ieder ander gillend zou zijn weggelopen. Zij onderneemt - en niet zonder succes - allerlei pogingen om de bedompte sfeer te verlevendigen. Zij zet een bosje bloemen op het bureau van haar chef Geoffrey Lovell. Vervolgens doet zij een suggestie een nieuw bankstel te plaatsen in zijn kamer. Dan begint de kortsluiting. Geoffrey is namelijk getrouwd. De echtgenote van de heer Lovell is zeker niet weg te cijferen en donkere wolken doemen op aan de horizon…